# Nathanaël Berthon
Nathanaël Berthon (ur. 1 lipca 1989 w Romagnat) – francuski kierowca wyścigowy.

## Życiorys

### Formuła Renault
Międzynarodową karierę kartingową Berthon rozpoczął w roku 2006. Zaledwie dwa lata później Francuz zadebiutował w wyścigach samochodów jednomiejscowych. Startował wówczas w europejskiej oraz zachodnio-europejskiej Formule Renault. W obu reprezentował stajnię byłego kierowcy Formuły 1 – Thierry’ego Boutsena. W pierwszej z nich ani razu nie znalazł się na punktowanym miejscu. W drugiej z kolei uzyskał skromny dorobek dziewięciu punktów, dający mu w ostateczności 18. lokatę.
W sezonie 2009 ponownie startował w tych seriach, tym razem jednak w hiszpańskiej ekipie Epsilon Euskadi. W europejskim cyklu dwukrotnie stawał na podium, z czego raz na najwyższym stopniu (na skutek dyskwalifikacji Hiszpana Alberta Costy). Ostatecznie zakończył ją na 6. pozycji. W zachodnio-europejskiej edycji również odniósł jedno zwycięstwo. W pierwszej trójce meldował się jednak aż siedmiokrotnie. Zdobyte punkty sklasyfikowały go na 3. lokacie oraz na pierwszym miejscu w klasyfikacji generalnej Francuskiej Formuły Renault.
W roku 2010 awansował do Formuły Renault 3.5. Reprezentując hiszpański zespół International DracoRacing, zmagania zakończył na 7. miejscu. W ciągu sezonu czterokrotnie meldował się w pierwszej trójce, w tym raz na najwyższym stopniu (podczas drugiego wyścigu, na francuskim torze Magny-Cours).

### Formuła 3
W 2010 roku Nathanaël, startując w barwach francuskiej ekipy ART Grand Prix, zaliczył gościnny występ w jednej rundzie Brytyjskiej Formuły 3, rozegranej na belgijskim obiekcie Spa-Francorchamps (nie był liczony do klasyfikacji). Wystąpiwszy w trzech wyścigach, rywalizację zakończał w drugiej dziesiątce.

### Seria GP2
W sezonie 2011 Berthon podpisał kontrakt z hiszpańską stajnią Racing Engineering, na starty w azjatyckim cyklu GP2. Zajął tam 23 miejsce. Rok później Francuz startował już w głównej serii. W ciągu 24 wyścigów, w których wystartował, dwukrotnie stawał na podium. Z dorobkiem 60 punktów uplasował się na dwunastej pozycji w klasyfikacji generalnej. Rok później przeniósł się do włoskiej ekipy Trident Racing. Tylko podczas rundy na Hungaroringu punktował. W głównym wyścigu był ósmy, co mu dało pole position do niedzielnego sprintu. W sprincie nie dał się wyprzedzić i odniósł swoje pierwsze zwycięstwo w tej serii. Ostatecznie uzbierane 21 punktów dało mu 20. pozycję w klasyfikacji końcowej.
Na sezon 2014 Francuz podpisał kontrakt z włoską ekipą Venezuela GP Lazarus. Wystartował łącznie w 22 wyścigach, spośród których w czterech zdobywał punkty. W sprincie w Budapeszcie uplasował się na czwartej pozycji, co było jego najlepszym wynikiem w sezonie. Uzbierał łącznie siedemnaście punktów, które zapewniły mu 20. miejsce w końcowej klasyfikacji kierowców.
W roku 2015 kontynuował współpracę z zespołem z Włoch. Sezon rozpoczął bardzo dobrze, gdyż zajął odpowiednio siódmą i trzecią lokatę na torze Sakhir. Na kolejne punkty czekał jednak siódmej rundy rozegranej na belgijskim torze Spa-Francorchamps. W obydwóch startach dojechał siódmy. Trzy punkty odnotował jeszcze w sobotniej rywalizacji na torze Yas Marina, gdzie uplasował się na dziesiątej lokacie, uzyskując przy tym najszybszy czas okrążenia wyścigu. Dorobek dwudziestu siedmiu „oczek” sklasyfikował go na 16. pozycji.

### Formuła Acceleration 1
W sezonie 2014 Francuz wystartował w czterech wyścigach Formuły Acceleration 1. Uzbierał łącznie 22 punkty. Dało mu to dwunaste miejsce w końcowej klasyfikacji kierowców.

### Wyścigi Długodystansowe
W 2014 roku Francuz zadebiutował w wyścigach długodystansowych. Nawiązał współpracę z irlandzką ekipą Murphy Prototypes startującą w kategorii LMP2. Wystartował w dwóch wyścigach serii European Le Mans Series. Pierwszego startu (wraz z Hindusem Karunem Chandhokiem i Wenezuelczykiem Rodolfo Gonzálezem) nie ukończył, natomiast drugi (zamiast Gonzáleza startował Brazylijczyk Pipo Derani) po starcie z pole position ukończył na trzeciej lokacie. Zdobyte punkty uplasowały go na 16. miejscu.
W tym samym roku wziął udział także w jednej rundzie Mistrzostw Świata Samochodów Długodystansowych. Reprezentując ekipę Lotusa w klasie LMP1 (partnerowali mu Niemiec Pierre Kaffer i Szwajcar Simon Trummer), zmagań jednak nie ukończył.
W sezonie 2015 (ponownie w irlandzkim teamie) wziął udział we wszystkich rundach European Le Mans Series. Awaryjny samochód Oreca uniemożliwił jednak ukończenie trzech z pięciu rozegranych eliminacji. Do mety dojechał na torze Imola oraz Red Bull Ring – w pierwszym przypadku stanął na średnim stopniu podium, natomiast w drugim był szósty. Dorobek punkty zapewnił mu 10. pozycję w końcowej klasyfikacji. W trakcie sezonu partnerowali mu Brytyjczyk Michael Lyons oraz Amerykanin Mark Patterson.
Dwukrotnie wystartował również w 24-godzinnym wyścigu Le Mans. Reprezentując irlandzki team Murphy Prototypes w klasie LMP2, pierwszego startu nie ukończył, natomiast drugi ukończył na 5. miejscu. W obu wyścigach partnerował mu Hindus Karun Chandhok, natomiast trzecim zmiennikiem byli odpowiednio Wenezuelczyk Rodolfo González i Amerykanin Mark Patterson.

### Formuła E
W sezonie 2015/2016 Formuły E Nathanael nawiązał współpracę z zespołem Augriego Suzuki.

## Wyniki

### GP2
| Legenda oznaczeń w tabelach wyników Wyświetl szablon na nowej stronie | Legenda oznaczeń w tabelach wyników Wyświetl szablon na nowej stronie                                                                     |
| Oznaczenie                                                            | Wyjaśnienie |
| --------------------------------------------------------------------- | --- |
| Złoty                                                                 | Zwycięzca lub mistrzostwo |
| Srebrny                                                               | 2. miejsce lub wicemistrzostwo |
| Brązowy                                                               | 3. miejsce lub II wicemistrzostwo |
| Zielony                                                               | Ukończył, punktował (w klasyfikacji generalnej, gdy zdobył co najmniej jeden punkt na przestrzeni sezonu, poza trzema powyższymi opcjami) |
| Niebieski                                                             | Ukończył, nie punktował (w klasyfikacji generalnej, gdy nie zdobył co najmniej jednego punktu na przestrzeni sezonu)                      |
| Czerwony                                                              | Nie zakwalifikował się (NZ) |
| Czerwony                                                              | Nie prekwalifikował się (NPK) |
| Różowy                                                                | Nie ukończył (NU) |
| Różowy                                                                | Niesklasyfikowany (NS) (w klasyfikacji generalnej, gdy nie został sklasyfikowany w żadnym wyścigu sezonu)                                 |
| Czarny                                                                | Zdyskwalifikowany (DK) |
| Czarny                                                                | Wykluczony (WYK/EX) |
| Biały                                                                 | Nie wystartował (NW) |
| Biały                                                                 | Kontuzjowany (K/INJ) |
| Biały                                                                 | Wyścig odwołany (OD/C) |
| Bez koloru                                                            | Został wycofany (WYC/WD) |
| Bez koloru                                                            | Nie przybył (NP/DNA) |
| Bez koloru                                                            | Nie brał udziału w treningach (NT/DNP) |
| Bez koloru                                                            | Nie został zgłoszony (–) |
| Pogrubienie                                                           | Start z pole position |
| Kursywa                                                               | Najszybsze okrążenie wyścigu |
| †                                                                     | Nie ukończył, ale jego rezultat został zaliczony ze względu na przejechanie więcej niż 90% dystansu wyścigu.                              |
| *                                                                     | Sezon w trakcie |
| 1/2/3                                                                 | Punktowana pozycja w sprincie kwalifikacyjnym                                                                                             |
| Lista systemów punktacji Formuły 1                                    | |

| Rok  | Zespół               | Wyniki w poszczególnych eliminacjach | Wyniki w poszczególnych eliminacjach | Wyniki w poszczególnych eliminacjach | Wyniki w poszczególnych eliminacjach | Wyniki w poszczególnych eliminacjach | Wyniki w poszczególnych eliminacjach | Wyniki w poszczególnych eliminacjach | Wyniki w poszczególnych eliminacjach | Wyniki w poszczególnych eliminacjach | Wyniki w poszczególnych eliminacjach | Wyniki w poszczególnych eliminacjach | Wyniki w poszczególnych eliminacjach | Wyniki w poszczególnych eliminacjach | Wyniki w poszczególnych eliminacjach | Wyniki w poszczególnych eliminacjach | Wyniki w poszczególnych eliminacjach | Wyniki w poszczególnych eliminacjach | Wyniki w poszczególnych eliminacjach | Wyniki w poszczególnych eliminacjach | Wyniki w poszczególnych eliminacjach | Wyniki w poszczególnych eliminacjach | Wyniki w poszczególnych eliminacjach | Wyniki w poszczególnych eliminacjach | Wyniki w poszczególnych eliminacjach | Punkty | Pozycja |
| ---- | -------------------- | ------------------------------------ | ------------------------------------ | ------------------------------------ | ------------------------------------ | ------------------------------------ | ------------------------------------ | ------------------------------------ | ------------------------------------ | ------------------------------------ | ------------------------------------ | ------------------------------------ | ------------------------------------ | ------------------------------------ | ------------------------------------ | ------------------------------------ | ------------------------------------ | ------------------------------------ | ------------------------------------ | ------------------------------------ | ------------------------------------ | ------------------------------------ | ------------------------------------ | ------------------------------------ | ------------------------------------ | ------ | ------- |
| 2012 | Racing Engineering   | MAL                                  | MAL                                  | BHR                                  | BHR                                  | BHR                                  | BHR                                  | ESP                                  | ESP                                  | MON                                  | MON                                  | VAL                                  | VAL                                  | GBR                                  | GBR                                  | DEU                                  | DEU                                  | HUN                                  | HUN                                  | BEL                                  | BEL                                  | ITA                                  | ITA                                  | SIN                                  | SIN                                  | 60     | 12      |
| 2012 | Racing Engineering   | 11                                   | 8                                    | 21†                                  | NU                                   | 12                                   | 10                                   | 5                                    | 2                                    | 9                                    | 7                                    | 6                                    | 5                                    | 12                                   | 14                                   | 15                                   | 9                                    | 7                                    | 2                                    | 14                                   | 19                                   | 15                                   | 15                                   | 10                                   | 15                                   | 60     | 12      |
| 2013 | Trident Racing       | MAL                                  | MAL                                  | BHR                                  | BHR                                  | ESP                                  | ESP                                  | MON                                  | MON                                  | GBR                                  | GBR                                  | DEU                                  | DEU                                  | HUN                                  | HUN                                  | BEL                                  | BEL                                  | ITA                                  | ITA                                  | SIN                                  | SIN                                  | ARE                                  | ARE                                  |                                      |                                      | 21     | 20      |
| 2013 | Trident Racing       | NU                                   | 21                                   | 17                                   | 22                                   | NU                                   | 23                                   | NU                                   | 21                                   | 20                                   | NU                                   | 17                                   | 15                                   | 8                                    | 1                                    | 22                                   | 13                                   | NU                                   | 21                                   | NU                                   | 10                                   | 18                                   | 13                                   |                                      |                                      | 21     | 20      |
| 2014 | Venezuela GP Lazarus | BHR                                  | BHR                                  | ESP                                  | ESP                                  | MON                                  | MON                                  | AUT                                  | AUT                                  | GBR                                  | GBR                                  | DEU                                  | DEU                                  | HUN                                  | HUN                                  | BEL                                  | BEL                                  | ITA                                  | ITA                                  | RUS                                  | RUS                                  | ARE                                  | ARE                                  |                                      |                                      | 17     | 20      |
| 2014 | Venezuela GP Lazarus | 23                                   | 17                                   | NU                                   | NU                                   | 17                                   | 12                                   | 22                                   | 25                                   | 17                                   | 12                                   | 8                                    | 17                                   | 8                                    | 4                                    | 22                                   | 15                                   | 12                                   | 19                                   | 10                                   | 9                                    | 15                                   | 13                                   |                                      |                                      | 17     | 20      |
| 2015 | Daiko Team Lazarus   | BHR                                  | BHR                                  | ESP                                  | ESP                                  | MON                                  | MON                                  | AUT                                  | AUT                                  | GBR                                  | GBR                                  | HUN                                  | HUN                                  | BEL                                  | BEL                                  | ITA                                  | ITA                                  | RUS                                  | RUS                                  | BHR                                  | BHR                                  | ARE                                  |                                      |                                      |                                      | 27     | 16      |
| 2015 | Daiko Team Lazarus   | 7                                    | 3                                    | 20                                   | 12                                   | 17                                   | 15                                   | NU                                   | 17                                   | NU                                   | 21                                   | 14                                   | 11                                   | 7                                    | 7                                    | -                                    | -                                    | 14                                   | 19                                   | 11                                   | NU                                   | 10                                   |                                      |                                      |                                      | 27     | 16      |

### Azjatycka Seria GP2
| Legenda oznaczeń w tabelach wyników Wyświetl szablon na nowej stronie | Legenda oznaczeń w tabelach wyników Wyświetl szablon na nowej stronie                                                                     |
| Oznaczenie                                                            | Wyjaśnienie |
| --------------------------------------------------------------------- | --- |
| Złoty                                                                 | Zwycięzca lub mistrzostwo |
| Srebrny                                                               | 2. miejsce lub wicemistrzostwo |
| Brązowy                                                               | 3. miejsce lub II wicemistrzostwo |
| Zielony                                                               | Ukończył, punktował (w klasyfikacji generalnej, gdy zdobył co najmniej jeden punkt na przestrzeni sezonu, poza trzema powyższymi opcjami) |
| Niebieski                                                             | Ukończył, nie punktował (w klasyfikacji generalnej, gdy nie zdobył co najmniej jednego punktu na przestrzeni sezonu)                      |
| Czerwony                                                              | Nie zakwalifikował się (NZ) |
| Czerwony                                                              | Nie prekwalifikował się (NPK) |
| Różowy                                                                | Nie ukończył (NU) |
| Różowy                                                                | Niesklasyfikowany (NS) (w klasyfikacji generalnej, gdy nie został sklasyfikowany w żadnym wyścigu sezonu)                                 |
| Czarny                                                                | Zdyskwalifikowany (DK) |
| Czarny                                                                | Wykluczony (WYK/EX) |
| Biały                                                                 | Nie wystartował (NW) |
| Biały                                                                 | Kontuzjowany (K/INJ) |
| Biały                                                                 | Wyścig odwołany (OD/C) |
| Bez koloru                                                            | Został wycofany (WYC/WD) |
| Bez koloru                                                            | Nie przybył (NP/DNA) |
| Bez koloru                                                            | Nie brał udziału w treningach (NT/DNP) |
| Bez koloru                                                            | Nie został zgłoszony (–) |
| Pogrubienie                                                           | Start z pole position |
| Kursywa                                                               | Najszybsze okrążenie wyścigu |
| †                                                                     | Nie ukończył, ale jego rezultat został zaliczony ze względu na przejechanie więcej niż 90% dystansu wyścigu.                              |
| *                                                                     | Sezon w trakcie |
| 1/2/3                                                                 | Punktowana pozycja w sprincie kwalifikacyjnym                                                                                             |
| Lista systemów punktacji Formuły 1                                    | |

| Rok  | Zespół             | Wyniki w eliminacjach | Wyniki w eliminacjach | Wyniki w eliminacjach | Wyniki w eliminacjach | Punkty | Pozycja |
| ---- | ------------------ | --------------------- | --------------------- | --------------------- | --------------------- | ------ | ------- |
| 2011 | Racing Engineering | ARE                   | ARE                   | ITA                   | ITA                   | 0      | 23      |
| 2011 | Racing Engineering | NU                    | 14                    | NU                    | 13                    | 0      | 23      |

### Formuła Renault 3.5
| Legenda oznaczeń w tabelach wyników Wyświetl szablon na nowej stronie | Legenda oznaczeń w tabelach wyników Wyświetl szablon na nowej stronie                                                                     |
| Oznaczenie                                                            | Wyjaśnienie |
| --------------------------------------------------------------------- | --- |
| Złoty                                                                 | Zwycięzca lub mistrzostwo |
| Srebrny                                                               | 2. miejsce lub wicemistrzostwo |
| Brązowy                                                               | 3. miejsce lub II wicemistrzostwo |
| Zielony                                                               | Ukończył, punktował (w klasyfikacji generalnej, gdy zdobył co najmniej jeden punkt na przestrzeni sezonu, poza trzema powyższymi opcjami) |
| Niebieski                                                             | Ukończył, nie punktował (w klasyfikacji generalnej, gdy nie zdobył co najmniej jednego punktu na przestrzeni sezonu)                      |
| Czerwony                                                              | Nie zakwalifikował się (NZ) |
| Czerwony                                                              | Nie prekwalifikował się (NPK) |
| Różowy                                                                | Nie ukończył (NU) |
| Różowy                                                                | Niesklasyfikowany (NS) (w klasyfikacji generalnej, gdy nie został sklasyfikowany w żadnym wyścigu sezonu)                                 |
| Czarny                                                                | Zdyskwalifikowany (DK) |
| Czarny                                                                | Wykluczony (WYK/EX) |
| Biały                                                                 | Nie wystartował (NW) |
| Biały                                                                 | Kontuzjowany (K/INJ) |
| Biały                                                                 | Wyścig odwołany (OD/C) |
| Bez koloru                                                            | Został wycofany (WYC/WD) |
| Bez koloru                                                            | Nie przybył (NP/DNA) |
| Bez koloru                                                            | Nie brał udziału w treningach (NT/DNP) |
| Bez koloru                                                            | Nie został zgłoszony (–) |
| Pogrubienie                                                           | Start z pole position |
| Kursywa                                                               | Najszybsze okrążenie wyścigu |
| †                                                                     | Nie ukończył, ale jego rezultat został zaliczony ze względu na przejechanie więcej niż 90% dystansu wyścigu.                              |
| *                                                                     | Sezon w trakcie |
| 1/2/3                                                                 | Punktowana pozycja w sprincie kwalifikacyjnym                                                                                             |
| Lista systemów punktacji Formuły 1                                    | |

| Rok  | Zespół                     | Wyniki w poszczególnych eliminacjach | Wyniki w poszczególnych eliminacjach | Wyniki w poszczególnych eliminacjach | Wyniki w poszczególnych eliminacjach | Wyniki w poszczególnych eliminacjach | Wyniki w poszczególnych eliminacjach | Wyniki w poszczególnych eliminacjach | Wyniki w poszczególnych eliminacjach | Wyniki w poszczególnych eliminacjach | Wyniki w poszczególnych eliminacjach | Wyniki w poszczególnych eliminacjach | Wyniki w poszczególnych eliminacjach | Wyniki w poszczególnych eliminacjach | Wyniki w poszczególnych eliminacjach | Wyniki w poszczególnych eliminacjach | Wyniki w poszczególnych eliminacjach | Wyniki w poszczególnych eliminacjach | Punkty | Pozycja |
| ---- | -------------------------- | ------------------------------------ | ------------------------------------ | ------------------------------------ | ------------------------------------ | ------------------------------------ | ------------------------------------ | ------------------------------------ | ------------------------------------ | ------------------------------------ | ------------------------------------ | ------------------------------------ | ------------------------------------ | ------------------------------------ | ------------------------------------ | ------------------------------------ | ------------------------------------ | ------------------------------------ | ------ | ------- |
| 2010 | International Draco Racing | ARA                                  | ARA                                  | BEL                                  | BEL                                  | MON                                  | CZE                                  | CZE                                  | FRA                                  | FRA                                  | HUN                                  | HUN                                  | DEU                                  | DEU                                  | GBR                                  | GBR                                  | CAT                                  | CAT                                  | 60     | 7       |
| 2010 | International Draco Racing | NU                                   | 3                                    | NU                                   | 10                                   | NU                                   | 8                                    | 2                                    | 9                                    | 1                                    | NU                                   | 13                                   | 9                                    | 3                                    | NU                                   | NU                                   | 6                                    | 12                                   | 60     | 7       |
| 2011 | ISR                        | ARA                                  | ARA                                  | BEL                                  | BEL                                  | ITA                                  | ITA                                  | MON                                  | DEU                                  | DEU                                  | HUN                                  | HUN                                  | GBR                                  | GBR                                  | FRA                                  | FRA                                  | CAT                                  | CAT                                  | 37     | 13      |
| 2011 | ISR                        | 12                                   | 8                                    | 14                                   | 16                                   | NU                                   | NU                                   | 10                                   | NU                                   | NU                                   | 9                                    | 10                                   | 4                                    | 3                                    | 14                                   | 14                                   | 9                                    | NU                                   | 37     | 13      |

### Podsumowanie
| Sezon   | Seria                                          | Zespół                    | Wyścigi | Zwycięstwa | PP | NO | Podium | Punkty | Poz. koń. |
| ------- | ---------------------------------------------- | ------------------------- | ------- | ---------- | -- | -- | ------ | ------ | --------- |
| 2008    | Zachodnioeuropejski Puchar Formuły Renault 2.0 | Boutsen Energy Racing     | 15      | 0          | 0  | 0  | 0      | 9      | 18        |
| 2008    | Europejska Formuła Renault                     | Boutsen Energy Racing     | 14      | 0          | 0  | 0  | 0      | 0      | 33        |
| 2009    | Europejska Formuła Renault                     | Epsilon Euskadi           | 14      | 1          | 0  | 0  | 2      | 67     | 6         |
| 2009    | Zachodnioeuropejski Puchar Formuły Renault 2.0 | Epsilon Euskadi           | 14      | 1          | 1  | 1  | 7      | 120    | 3         |
| 2010    | Formuła Renault 3.5                            | International DracoRacing | 17      | 1          | 0  | 0  | 4      | 60     | 7         |
| 2010    | Brytyjska Formuła 3                            | ART Grand Prix            | 3       | 0          | 0  | 0  | 0      | 0      | NS†       |
| 2011    | Formuła Renault 3.5                            | I.S.R. Racing             | 17      | 0          | 0  | 0  | 1      | 37     | 13        |
| 2011    | Azjatycka Seria GP2                            | Racing Engineering        | 4       | 0          | 0  | 0  | 0      | 0      | 23        |
| 2012    | Seria GP2                                      | Racing Engineering        | 24      | 0          | 0  | 0  | 2      | 60     | 12        |
| 2012    | Toyota Racing Series                           | M2 Competition            | 15      | 0          | 0  | 1  | 0      | 755    | 7         |
| 2013    | Seria GP2                                      | Trident Racing            | 22      | 1          | 0  | 1  | 1      | 21     | 20        |
| 2014    | Seria GP2                                      | Venezuela GP Lazarus      | 22      | 0          | 0  | 0  | 0      | 17     | 20        |
| 2014    | Formuła Acceleration 1                         | Azerti Racing             | 4       | 0          | 0  | 0  | 0      | 22     | 12        |
| 2014    | 24h Le Mans – LMP2                             | Murphy Prototypes         | 1       | 0          | 0  | 0  | 0      | N/A    | NS        |
| 2014    | European Le Mans Series – LMP2                 | Murphy Prototypes         | 2       | 0          | 1  | 0  | 1      | 16     | 16        |
| 2014    | FIA World Endurance Championship – LMP1        | Lotus                     | 1       | 0          | 0  | 0  | 0      | 0      | NS        |
| 2015    | Seria GP2                                      | Daiko Team Lazarus        | 19      | 0          | 0  | 1  | 1      | 27     | 16        |
| 2015    | 24h Le Mans                                    | Murphy Prototypes         | 1       | 0          | 0  | 0  | 0      | N/A    | 13        |
| 2015    | European Le Mans Series                        | Murphy Prototypes         | 5       | 0          | 0  | 0  | 1      | 26     | 10        |
| 2015–16 | Formuła E                                      | Team Aguri                | 3       | 0          | 0  | 0  | 0      | 4      | 17        |
| 2015–16 | Andros Trophy - Électrique Class               | Biovitis                  | 11      | 2          | 0  | 2  | 4      | 316    | 4         |

† – Berthon nie był liczony do klasyfikacji.
* – sezon w trakcie.